# زيد الكيلاني
زيد الكيلاني هو طبيب أردني (مواليد سنة 1938 - الناصرة-فلسطين) متخصص في النسائية والتوليد ومؤسس ومدير مستشفى فرح للولادة في عمان وعضو في مجلس الأعيان الأردني. هاجر إلى لبنان رفقة والديه ثم بعدها إلى الأردن حيث أتم تعليمه الابتدائي. توفي في يوم السبت الموافق 9 نوفمبر 2019.

## دراساته وشهاداته
- بكالوريوس الطب، جامعة غوتنغن ألمانيا الغربية 1964.
- دبلوم درجة التخصص في النسائية والتوليد: إيرلندا 1975.
- زمالة الكلية الملكية - لندن 1977.

## إنجازاته
- مؤسس ومدير مستشفى فرح للولادة عمان- الأردن.

- مؤسس الجمعية الأردنية للخصوبة والوراثة سنة 1997
- مطور جهاز طبي لنقل الأجنة الصعبة، يصنع في شركة ستورز بألمانيا ويسوق للعالم تحت اسم Jordan-Kilani.
- أول من أدخل تكنولوجيا الإخصاب في المختبر أو ما يعرف بأطفال الأنابيب إلى الأردن والشرق الأوسط سنة 1983.
- عقد أول مؤتمر عالمي في تاريخ الأردن عن الخصوبة والوراثة 1997.

## جوائز وشهادات التقدير
- وسام الإستقلال من الدرجة الأولى من الملك حسين.
- درع نقابة الأطباء الأردنية لإنجازه الطبي في مجال المساعدة على الحمل.
- درع الجمعية الأردنية للنسائية والتوليد لإنجازاته الطبية.
- شهادة تقدير من الاتحاد العالمي لجمعيات النسائية والتوليد FIGO
- شهادة تقدير من الاتحاد العالمي لجمعيات الخصوبة IFFS.
- جائزة الدولة التقديرية في مجال العقم وأطفال الأنابيب سنة 2011.

- درع جمعية المستشفيات الأردنية 2012.
- «رجل الإنجاز للعام 2013» مؤسسة فلسطين للأبحاث والخدمات 2013.

- تكريم من الأميرة بسمة بنت طلال في ذكرى العشرين لتأسيس المستشفى التخصصي للدور الريادي في تقنية أطفال الأنابيب.

## وصلات خارجية
- برنامج هذا أنا، سيرة الدكتور زيد الكيلاني.